# Mycterus concolor
Mycterus concolor är en skalbaggsart som beskrevs av Leconte 1853. Mycterus concolor ingår i släktet Mycterus och familjen Mycteridae. Inga underarter finns listade i Catalogue of Life.